# Tractat de Majano
El tractat de Majano de 1430 establí les bases de la pau entre la corona de Castella i la corona d'Aragó per la Guerra dels Infants d'Aragó

## Antecedents
Alfons el Magnànim decideix declarar la guerra a Castella per a reclamar els drets dels seus germans, Joan de Navarra, Enric i Pere d'Aragó, els quals es revoltaren dins el regne. El març de 1429 Alfons el Magnànim i el seu germà Joan es van trobar a Tudela i l'exèrcit aragonès va envair Castella, avançant per Ariza fins a Sigüenza i Hita. Van seguir combats a la zona fronterera entre el Regne de Castella i el Regne d'Aragó, fins que el mateix 1429 les Corts de Tortosa deneguen el suport econòmic al rei, i amb la mediació de la reina Maria de Castella i del cardenal Pere de Foix el Vell es signà la pau.

## El tractat
El tractat de Majano es signà el 16 de juliol de 1430, i havia de durar cinc anys. Pel tractat a Enric li foren confiscats els seus béns de Castella entre ells el comtat de Haro, el comtat de Ledesma, el comtat de Medellín, Paredes de Nava, Mayorga, la vila d'Andújar, la vila de Peñafiel i diversos llogarets a Guadalajara, que foren repartits entre el bàndol reialista.

## Conseqüències
Els infants continuaren la revolta fins que l'infant Pere és empresonat. Després de la rendició dels germans, foren expulsats de Castella en 1432.